# Eetbaar goud
Eetbaar goud is als goudkleurige kleurstof toegelaten in de Europese Unie  met het e-nummer E175.
In rijke oliestaten is het populair als decoratie van extravagante maaltijden, zoals gouden hamburgers. In kleinere hoeveelheden wordt het gebruikt voor snoep, gebak en in goudlikeur. Eetbaar goud heeft geen smaak of aroma.
Eetbaar goud werd voor het eerst geëvalueerd in 1975 en is in 2016 opnieuw geëvalueerd door de Europese Autoriteit voor Voedselveiligheid. Goud is biologisch inert, het passeert het spijsverteringskanaal zonder geabsorbeerd te worden. Consumptie van goud wordt echter afgeraden aan personen die allergisch voor zijn voor sieradengoud.
De consumptie van goud heeft geen gezondheidseffecten. Als alternatieve behandelmethode wordt er soms wel colloidaal goud geconsumeerd. Consumptie van colloidaal goud kent echter geen wetenschappelijke toepassingen en de veiligheid ervan staat ter discussie.